# Hieronim Szczegóła
Hieronim Szczegóła (ur. 24 września 1931 w Rostarzewie, zm. 29 sierpnia 2024) – polski historyk specjalizujący się w historii regionalnej, historii współczesnej Polski, naukach politycznych; nauczyciel akademicki związany z Wyższą Szkołą Pedagogiczną w Zielonej Górze i jej wieloletni rektor w latach 1971–1975, 1981–1984 i 1986–1999.

## Życiorys
Urodził się w 1931 roku w Rostarzewie w powiecie grodziskim. Po ukończeniu szkoły elementarnej kontynuował naukę w Liceum Pedagogicznym w Sulechowie, gdzie w 1950 roku zdał egzamin maturalny. Następnie przez trzy lata pracował jako nauczyciel w tej szkole. W 1953 roku podjął studia historyczne w Wyższej Szkole Pedagogicznej w Krakowie, które ukończył magisterium w 1957 roku. Bezpośrednio po ukończeniu studiów pracował w szkołach średnich na terenie województwa zielonogórskiego (Lubsko, Szprotawa). W międzyczasie prowadził własne badania naukowe nad historią tego obszaru Polski, które stanowiły podstawę do napisania pracy doktorskiej, po której obronie w 1964 roku w Instytucie Historii Uniwersytetu im. Adama Mickiewicza w Poznaniu uzyskał stopień naukowy doktora nauk humanistycznych na podstawie pracy pt. Koniec panowania piastowskiego nad środkową Odrą. W 1970 roku na tej samej uczelni otrzymał stopień naukowy doktora habilitowanego nauk humanistycznych w zakresie historii.
W 1971 roku przeprowadził się do Zielonej Góry, gdzie został mianowany pierwszym rektorem tamtejszej Wyższej Szkoły Nauczycielskiej, która została wkrótce przekształcona w Wyższą Szkołę Pedagogiczną. Zorganizował od podstaw struktury tej uczelni. Ponadto wykładał w Instytucie Historii WSP na stanowisku profesor nadzwyczajnego, a od 1987 roku profesora zwyczajnego. W 1975 roku Rada Państwa PRL w uznaniu jego dorobku naukowego nadała mu tytuł profesora nauk humanistycznych. Funkcję rektora pełnił do 1975 roku, a potem jeszcze ponownie w latach 1981–1984 i 1996–1999.
Poza działalnością naukowo-dydaktyczną zaangażował się na przełomie lat 50. i 60. XX wieku w lokalną politykę zostając radnym Wojewódzkiej Rady Narodowej w Zielonej Górze, w której w latach 1961–1974 przewodniczył Komisji Kultury. Z jego inicjatywy zrealizowano wówczas: cykl wystaw „Złote Grono”, który gromadził licznych plastyków i rzeźbiarzy oraz najstarszy obecnie w Polsce festiwal filmów – Lubuskie Lato Filmowe, który ruszył w 1969 roku. Należał także do czynnych działaczy sportowych, zostając w 1952 roku pierwszym przewodniczącym Rady Wojewódzkiej Ludowych Zespołów Sportowych, zaś w latach 1967–1972 sprawował funkcję prezesa Okręgowego Związku Lekkiej Atletyki. Pogrzeb odbył się 6 września 2024 roku na Cmentarzu Komunalnym w Zielonej Górze.

## Dorobek naukowy i odznaczenia
Zainteresowania badawcze Hieronim Szczegóły koncentrują się wokół problematyki związanej ze znanych w historii pogranicza polsko-niemieckiego i historii tzw. Ziem Odzyskanych. Opublikował ogółem 30 książek, blisko 500 artykułów i przeszło 200 prac popularnonaukowych. Był także autorem haseł w Polskim Słowniku Biograficznym oraz Słowniku biograficznym działaczy polskiego ruchu robotniczego. Za swoje osiągnięcia w obszarze kultury otrzymał w 1964 roku z rąk ówczesnego Ministra Kultury Złoty Krzyż Zasługi, a rok później odznakę „Zasłużonego Działacza Kultury”. Ponadto otrzymał medal za zasługi dla miasta i gminy Szprotawa w 2004 roku, tytuł Honorowego Obywatela Zielonej Góry w 2010 roku oraz Krzyż Komandorski z Gwiazdą Orderu Odrodzenia Polski w 2001 roku. Do jego najważniejszych publikacji należą:
- Z przeszłości Szprotawy, 1961
- Szprotawa i okolice, 1962 (współautor)
- Związek Walki Młodych na Ziemi Lubuskiej, 1965
- Szprotawa w Polsce Ludowej, 1967
- Koniec panowania piastowskiego nad środkową Odrą, 1968
- Przeobrażenia ustrojowo-społeczne na Ziemi Lubuskiej w latach 194–1947, 1971
- Zielona Góra. Rozwój miasta w Polsce Ludowej, 1984
- Czerwoni marszałkowie. Elita armii radzieckiej, 1935-1991, 1997 (współautor)
- Pogranicze polsko-niemieckie w okresie transformacji (1991–1997), 1998 (współautor)
- Powstanie Wielkopolskie nad środkową Obrą, 1998 (współautor)
- Armia Stalina w okresie pokoju, 1999 (współautor)
- Armia rosyjska po upadku ZSRR, 2000
- Szprotawski epizod Zjazdu Gnieźnieńskiego, 2000 (redakcja)
- Szprotawa 1000–2000. W kręgu europejskich idei zjednoczeniowych, 2000 (redakcja)
- Szprotawa i okolice. Na tropach historii i przyrody, 2010 (współautor)